# Cosalá (plaats)
Cosalá is een plaats in de Mexicaanse deelstaat Sinaloa. Cosalá heeft 6.822 inwoners (census 2005) en is de hoofdplaats van de gemeente Cosalá.
Cosalá is van oorsprong een mijnbouwplaats en geldt als een van de mooiste plaatsen van Sinaloa. Door het Mexicaanse Ministerie van Toerisme is Cosalá opgenomen als een van de 'magische dorpen' (pueblos mágicos).